# Giovanni de' Bardi

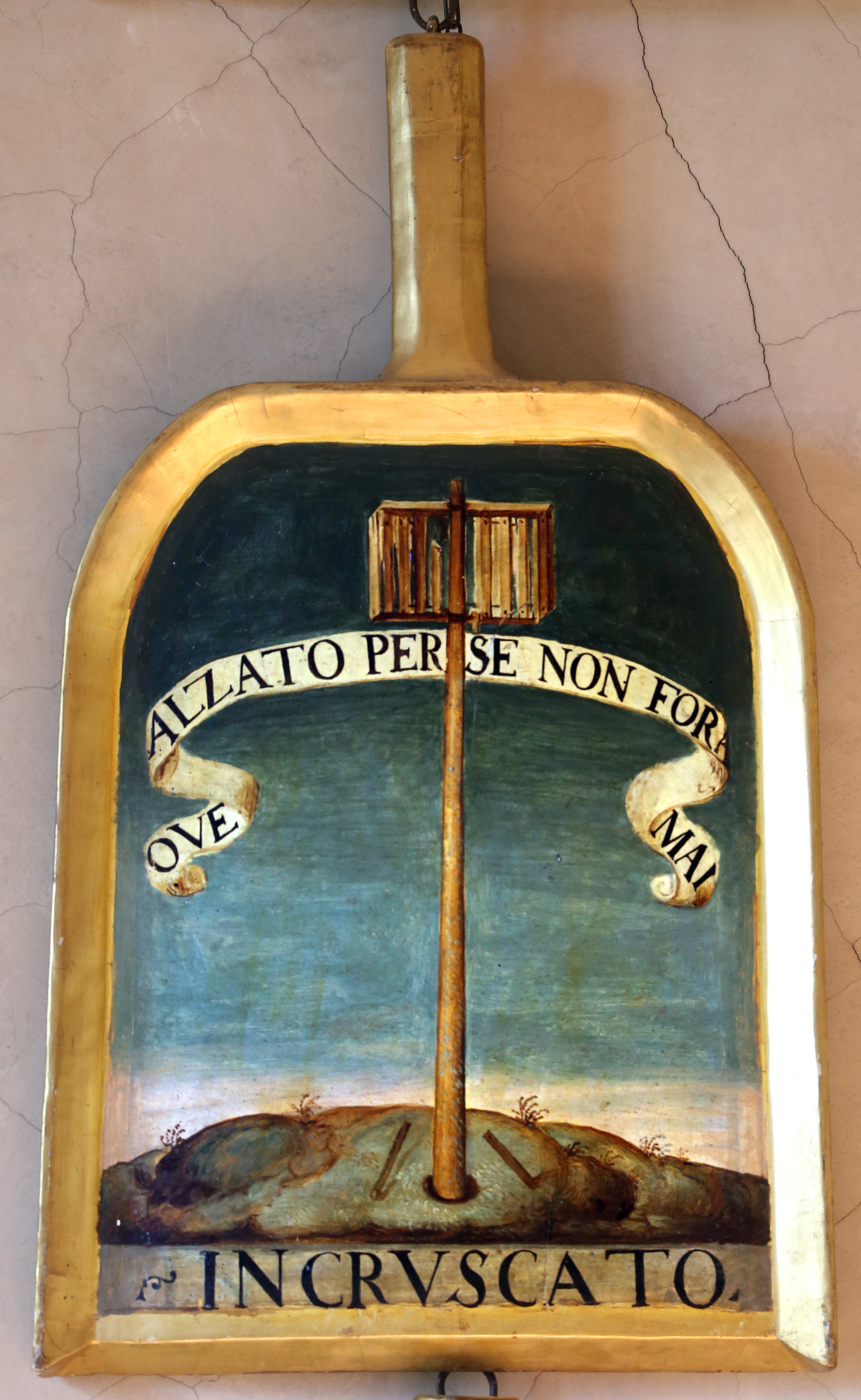
Giovanni de' Bardis skyffel i Accademia della Crusca.

Giovanni de' Bardi, Conte di Vernio, född 1534, död 1612, var en italiensk konstbefrämjare, musikestetiker och tonsättare.
Bardi, som 1592 utnämndes till påvlig kammarherre, är känd särskilt för sitt intresse för det musikaliska dramat förnyelse. I hans hus samlades konstnärer och lärde, och försökte hitta en lämplig musikalisk inramning för det antika dramat. Dessa möten gav anledning till de första försöken inom operakompositionen. Sina åsikter framlade Bardi i skriften Discorso sopra la musica antica ed il canta bene. Av hans kompositioner är främst två 5-stämmiga madrigaler kända.